# Јоичи Дој
Јоичи Дој (јап. 土肥 洋一; 25. јул 1973) бивши је јапански фудбалер.

## Каријера
Током каријере је играо за Кашива Рејсол, Токио, Токио Верди.

## Репрезентација
За репрезентацију Јапана дебитовао је 2004. године. Наступао је на Светском првенству (2006. године). За тај тим је одиграо 4 утакмице.

## Статистика
| Јапан  | Јапан   | Јапан  |
| Година | Наступи | Голови |
| ------ | ------- | ------ |
| 2004.  | 2       | 0      |
| 2005.  | 2       | 0      |
| Укупно | 4       | 0      |

## Трофеји

### Клуб
- Царски куп (2): 1999, 2004.

### Јапан
- Азијски куп (1): 2004.